# HD 120047
HD 120047，又名BD+41 2424，SAO 44742、HR 5179，是一颗恒星，视星等为5.87，位于銀經87.52，銀緯72.06，其B1900.0坐标为赤經13h 41m 58.7s，赤緯+41° 72.06′ 25″。